# پاتسین
پاتسین (به مجاری:  Pácin) یک منطقهٔ مسکونی در مجارستان است که در ناحیه تسیگاند واقع شده‌است.